# Agenzia Nazionale Polacca per lo Scambio Accademico
 L'agenzia nazionale polacca per lo scambio accademico (NAWA, in polacco: Narodowa Agencja Wymiany Akademickiej) è un'agenzia governativa polacca istituita per svolgere compiti relativi allo scambio bilaterale di accademici (studenti e scienziati) tra la Polonia e altri paesi.

## Attività
La NAWA offre a studenti, ricercatori e istituti di istruzione superiore polacchi e stranieri borse di studio in quattro diversi settori, con particolare attenzione alla mobilità:
- programmi per studenti
- programmi per scienziati
- programmi per le istituzioni
- Programmi di lingua polacca

Inoltre, l'agenzia diffonde informazioni sul sistema polacco di istruzione terziaria.
La NAWA gestisce la Campagna Ready, Study, Go! Poland (RSGP) che mira a fornire informazioni sulla Polonia come potenziale destinazione di studio e ricerca a tutti i candidati nel mondo. La campagna si concentra sulla visita di fiere educative in tutto il mondo, la gestione della  pagina web go-poland (archiviato dall'url originale il 23 marzo 2020). e numerosi progetti promozionali